# Geert Lemmens
Geert J. Lemmens (Geel, 30 januari 1945) is een Belgisch sportcoach en voormalig karateka en Eurosport-commentator.

## Levensloop
In 1968 behaalde hij zijn 1e dan bij sensei Satoshi Miyazaki. Later richtte Lemmens te Antwerpen een karateschool op. Tevens is hij stichter van het kadgamala-karate en leidt hij de Lemmens Martial Arts Academies met verschillende vestigingen in Duitsland.
Lemmens behaalde in 1972 brons in de gewichtsklasse -75kg op de Europese kampioenschappen te Brussel en in 1974 behaalde hij zilver in de gewichtsklasse -78kg op het EK te Londen. Hij was onder meer te zien in de film The New Gladiators van Elvis Presley en Ed Parker uit 1973. In 1977 richtte hij samen met onder meer de Duitser Georg Brückner, de Nederlander Hans Stoker, de Fransman Marc Bigoureux en de Amerikaan Mike Anderson de World All Style Karate Organization (WAKO) op. Daarnaast was hij in 1987 betrokken bij de oprichting van de International Amateur Kick boxing Sports Association (IAKSA).
Hij is de vader van voormalig Duits, Europees en wereldkampioen 'full contact kickboksen' Joppe Lemmens.